# خاستگاه رویانی دهان و مقعد

خاستگاه رویانی دهان و مقعد (به انگلیسی: Embryological origins of the mouth and anus) یک ویژگی مهم است که پایه ریخت‌شناختی برای جداسازی جانوران دوسوئیان به دو تبارشاخه طبیعی یعنی دهان‌نخستیان و دهان‌دومیان را تشکیل می‌دهد.
در جانوران با پیچیدگی کم، مانند کرم خاکی، یک شکاف در یک طرف جنین کروی اولیه ایجاد می‌شود. این شکاف یا بلاستوپور (blastopore)، عمیق‌تر می‌شود تا به آرچنترون (archenteron) یعنی نخستین مرحله در رشد لوله گوارش تبدیل شود. در دهان‌دومیان، شکاف اصلی به مقعد تبدیل می‌شود، در حالی که لوله گوارش در نهایت از طریق جنین تبدیل به تونل می‌شود تا به طرف دیگر برسد، و یک فضای باز را تشکیل می‌دهد که به دهان تبدیل می‌شود.
تصور می‌شد که اساساً بلاستوپور در دهان‌نخستیان، دهان را تشکیل می‌دهد و مقعد در درجهٔ دوم تشکیل می‌شود، یعنی هنگامی که تونل گوارش از طریق جنین تشکیل می‌شود. پژوهش‌های جدیدتر نشان داد که فهم ما از تشکیل دهان در دهان‌نخستیان نسبت به آن چیزی که ما فکر می‌کردیم، تا اندازه‌ای ضعیف است.
در انسان، سوراخ شدن دهان و مقعد به ترتیب در هفته چهارم و هشتم رخ می‌دهد.